# Chocolate City
Chocolate City (bra: Chocolate City) é um filme de comédia dramática estadunidense de 2015 escrito e dirigido por Jean-Claude La Marre.
O filme é estrelado por Robert Ri'chard, Michael Jai White, Tyson Beckford e Vivica A. Fox. Embora não seja uma reforma, é considerado por muitos como a versão afro-americana do filme de 2012 Magic Mike.
Em 2017, a sequência Chocolate City: Vegas Strip foi lançada na Netflix.

## Elenco
- Robert Ri'chard como Michael McCoy
- Vivica A. Fox como Katherine McCoy
- DeRay Davis como Chris McCoy
- Michael Jai White como Princeton
- Tyson Beckford como Adrian "Rude Boy"
- Imani Hakim como Carmen
- Darrin Dewitt Henson como Magnus
- Jean-Claude La Marre como Pastor Jones
- Ginuwine como Faraó
- Ernest Thomas como gerente do restaurante
- Carmen Electra como DJ
- Eurika Pratts as DeDe
- Andrea Kelly como instrutora de dança
- Xavier Declie como Professor Lyons
- Michael Bolwaire como Cake
- Gibert Salvidar como Slayer
- Danny Mitchell como Jamaika
- Brian Massey como Addiction
- Aaron McNeal como Smoove
- Carlito Olivero como Raphael
- Maliah Michel como Kandi
- Candice Craig como Cynthia
- Johann J. Jean como Bartender
- Cydney Davis como a irmã de Beatrice
- Trae Ireland como Wade
- Jah Shams como D. Ice

## Distribuição
Nos Estados Unidos, o filme foi lançado nos cinemas e no iTunes em 22 de maio de 2015.